# AMK
AMK是九十年代其中一支最具代表性的香港本地獨立樂隊（全名Adam Met Karl），亦是公認為香港首支獨立流行樂隊。樂隊核心成員有關勁松、麥海珊、許惠琛和玲玲（鼓機）。
1989年六四事件後，關勁松和麥海珊在黑鳥樂隊於摩士公園的演出認識，然後再經登報找結他手、鼓手，組成樂隊。早期受龐克與後龐克影響，由組成直到1991年，不少成員加入和離隊。1992年，Adam Met Karl改名為AMK，核心成員開始穩定，一直維持直到1996年解散。後期曲風演變成瞪鞋搖滾、噪音流行、獨立流行。由組成開始至1994年，AMK曾多次現場演出，包括於藝穗會劇場（集感Live）、高山劇場（香港國際獨立音樂節）、荃灣大會堂、上環文娛中心、Music Union，1994年最後一次在修頓球場演出後，同年夏天，他們宣布不再作任何現場演出。AMK在1995年為林海峰電影天空小說插曲一人分飾兩角作曲與編曲，由王菲主唱。1996年為完成與Music Factory的唱片合約，而推出最後一張唱片《勁歌金曲大雀局》後，樂隊正式解散。
樂隊影響及後的獨立流行樂隊。2002年6月，在草地上、False Alarm、22 Cats等樂隊自資於藝穗會舉行一場致敬音樂會「燦若繁星」，2004年維港唱片推出致敬唱片In The Name Of AMK，參與樂隊包括my little airport、野良犬、粉紅A、咖啡因公園等。

## 名字由來
AMK全寫為Adam Met Karl，即亞當·斯密遇上卡爾·馬克思（歐洲兩個不同時代的哲學家，在現實中不曾相遇），由於初期成員音樂喜好各有不同，「就像一些極端的東西混合在一起」，於是關勁松便為以此命名樂隊。

## 特點
AMK的歌曲圍繞「生活政治」，亦回應當時時事、性別、音樂圈議題，例如談雙性戀的《敗不》、歌頌冰心的《燦若繁星》，亦有觸及愛滋病、援交、包二奶等題目。他們後來在訪問憶及，六四事件引發他們開始關注社會，亦影響他們組成樂隊。

## 音樂

### 專輯
- 1992年： 《Love EP》（以Adam Met Karl名義出版）
- 1993年： 《EP Boxset》
- 1994年： 《翻版 EP》
- 1995年： 《請讓我回家》
- 1996年： 《勁歌金曲大雀局》
- 2009年： 《History》（二十周年結集，包括以上專輯歌曲及收錄現場演出DVD）

### 相關專輯
- 1995年： 《一人分飾兩角》 （王菲專輯，同名歌曲由AMK作曲與編曲）
- 2004年： 《in the name of AMK》 （致敬專輯）
- 2005年： 《溫室汽球》 （周國賢專輯，收錄翻唱AMK歌曲《請讓我回家》）
- 2007年： 《Zoo Is Sad, People Are Cruel》（my little airport合輯，收錄翻唱AMK歌曲《山頂公仔波板糖》）